# 카카오톡
카카오톡(영어: KakaoTalk, 약칭: 카톡)은 주식회사 카카오가 2010년 3월 18일 서비스를 시작한 글로벌 모바일 인스턴트 메신저이다. 현재 카카오톡은 스마트폰 사용자를 대상으로 애드웨어로 제공된다. 각각의 OS에 맞는 앱 스토어에서 다운로드할 수 있다. 줄여서 카톡이라고도 한다.
2010년 3월 18일, 카카오톡은 iOS용 앱을 출시, 8월 23일 안드로이드용 앱을 출시했다. 2013년 6월 20일 마이크로소프트 윈도우용 버전을 출시하였고, 2014년 5월 29일 macOS용 앱이 맥 앱 스토어를 통해 출시되었다. 2011년 7월 28일 CBT를 실시 후 2012년 3월 7일 블랙베리 OS용 앱을 출시하였으나 2015년 12월 28일부로 종료하였다. 블랙베리 OS 10을 사용 중이라면 안드로이드용 앱을 설치하여 사용할 수 있다. 2012년 4월 3일 바다용 앱을 출시하였으나 2014년 7월 31일 부로 종료하였다.
2012년 6월 20일 윈도우 폰용 앱을 출시하였으나 2016년 12월 5일부로 종료하였다.

## 카카오톡 정지
카카오톡 내에서 도배, 원하지 않는 홍보, 성적인 발언, 선정적인 사진이나 동영상 등을 보내는 경우 정지가 된다.
오픈채팅에서는 욕설마저 정지될수 있으므로 주의가 필요하다.
어이없게도 다량의 신고가 누적되면 검토도 안하고 정지시켜버린다. 그라고 이재명 관련 욕설 또는 그 따위의 내용을 쓰게 되면 검열을 받게 된다.

## 정지 사유별 기간
- 도배, 욕설

처음에는 1일만 정지한다. 그러나 3일, 7일, 14일 등등 기간이 점점 늘어난다.
- 무단홍보

30일 정지 후 무기한 정지먹을수 있다.
- 음란물 (선정적인 사진 및 동영상과 섹드립)

영구 정지를 먹어버리므로 절대 하면 안된다.

## 기능 및 서비스
- 친구 관리: 자동 친구 등록, 자동 친구 추천 설정, 숨김친구 관리, 차단친구 관리, 친구목록 내보내기, 친구목록 불러오기
- 채팅: 그룹채팅, 보이스톡, 페이스톡, 비밀채팅, 나와의 채팅[1], 오픈채팅, 채팅플러스
- 채널[2]
- #검색: 다음의 검색엔진을 이용하여 채팅방에서 바로 검색할 수 있는 기능
- 카카오페이
- 선물하기
- 카카오메일
- 기타: 라이브톡, 게임, 아이템스토어, 이모티콘 플러스[3]

## 톡클라우드
톡서랍 플러스에서 명칭을 변경하였다. 카카오톡 대화 내용, 사진 등의 데이터를 저장하기 위한 유료 서비스로 출발하였다. 2025년 8월 13일 톡클라우드로 명칭을 변경하고 기존 기능을 포함하여 각종 카카오톡 관련 서비스와 부가 기능들을 유료로 제공하는 서비스로 기능을 확장하였다.

## 논란 및 비판

### 개인정보 과다 수집 논란
2011년 8월 23일, 카카오톡은 개인정보 취급 방침 변경을 고지하였다. 변경된 방침에 동의하지 않으면 카카오톡을 이용할 수 없게 된다고 하였다. 변경된 개인정보 취급 방침은 사용자의 이메일 주소를 추가로 수집할 수 있고, 개인정보 위탁 관리 등이었다.

### 개인정보 자기결정권 침해 논란
카카오톡은 광고 정보를 사용자가 사전에 동의해야 받아볼 수 있는 방식이 아니라, 사용자가 개인정보 수집에 동의한 후 나중에 거부할 수 있는 '선 동의 후 거부' 방식을 취하고 있다. 이 때문에 개인정보 자기결정권을 침해하였다는 논란이 일었다. 이 문제는 2011년 10월 28일 국가인권위원회가 방송통신위원회에 조사를 권고한 상태이다.

### 카카오톡 감옥
카카오톡 감옥은 카카오톡의 그룹 채팅 기능을 이용해 여러명의 불특정다수를 한 채팅방에 초대해 가두는 행위를 말한다. 일반적인 그룹 채팅은 채팅을 원치않으면 나가면 되지만, 카카오톡 감옥은 채팅방을 나가도 누군가에 의해 다시 초대되어 그 채팅방에 다시 갇히게 된다. 불편을 호소하는 사용자가 증가하자 카카오톡은 신고된 사용자를 즉각 이용정지 처리하고 있다. 4.7.0 업데이트에서 그룹 채팅방에서 나간 후 재초대를 거부하는 기능이 생겼다.

### 보이스톡-이동통신3사 대립
보이스톡은 기존 통신사의 요금제에 구애받지 않고 데이터 통신만으로 통화가 가능하다. 또한 와이파이를 이용하다면 통화는 무제한으로 가능하기 때문에 기존 통신사의 요금제에 구애받지 않고 사용할 수 있어 기존 통신사들이 불만을 토로하고 있었다.

### 카카오톡 검열 논란
2014년 9월 18일 대한민국 검찰청은 인터넷 허위사실유포를 엄단하겠다는 취지로 인터넷 상시모니터링을 하겠다고 발표했는데, 당시 회의에서 네이버, 다음, 카카오의 간부들이 참석을 하여 큰 파장을 일으켰다.

### 오픈채팅 검열 및 제재
사용자나 게시물이 신고를 받으면 오픈채팅 이용을 일정 기간 혹은 무기한 사용할 수 없다. 이용이 정지되면 고객센터에 문의해도 사유를 알려주지 않고 제재를 해제해주지 않아 많은 이용자가 큰 불편을 겪는다. 사소한 일회성 실수로도 카카오톡 서비스 사용이 영구 정지될 수도 있다. 구체적으로 밝히지 않은 모종의 알고리즘에 따라 시스템이 자동으로 제재를 결정하는데, 차단되는 사유 중에는 단시간에 많은 이용자에게 메시지를 보내는 것도 포함된다. 이에 따라 결혼식, 장례식 등의 경조사 메시지를 많은 지인에게 보내다가 차단되는 사례도 있어 큰 논란이 되고 있다. 카카오 측에서는 제한 조치에 대해 사전 경고한다고 밝히고 있으나 실제로는 사전 경고가 이루어지지 않는다. 정지 사유에 대해서 안내한다고 밝히고 있으나 이 또한 사실과 다르며, 정지 사유 등에 대해 일체 알려주지 않는다.
이러한 카카오 측의 정책에 대해 지나치게 표현의 자유를 침해한다는 비판이 제기되고 있다.

## 같이 보기
- 카카오페이
- 카카오 전자증명서
- 톡학생증
- 2022년 SK C&C 데이터 센터 화재[14]